# Monnaie de commodité
Pour les articles homonymes, voir Monnaie (homonymie).
La monnaie de commodité ou monnaie marchandise ou monnaie primitive est une monnaie dont la valeur est basée sur une marchandise ou un objet dont elle est faite.

## Définitions et nuances

### Monnaie primitive
Sur le plan anthropologique, elle est un substitut en tant qu'intermédiaire matériel dans un rapport d'échange de gré à gré entre au moins deux humains. Qu'une société humaine soit basée (en apparence) uniquement sur le don ou principalement sur l'échange marchand, cet objet représente nécessairement du travail : comme le souligne Maurice Godelier, « la « forme équivalent » d’une marchandise masque donc l’essence de la valeur qui est d’être une réalité sociale, une dépense de travail social donc abstrait, et fait de cette valeur un caractère des choses, créant ainsi le caractère fétiche des marchandises, leur caractère énigmatique »,.  
C'est ainsi que le concept de marchandise, en tant qu'il est du travail cristallisé, précède celui de monnaie : une « proto-monnaie » ou une « monnaie d'échange » serait vue, durant le transfert entre deux acteurs sociaux, à la fois comme un moyen de combler un besoin, d'accumuler de la richesse matérielle et de conférer une forme de puissance symbolique, mais aussi d'honorer une dette.

### Monnaie de commodité
En économie, le terme « commodité », néologisme par francisation de l'anglais « commodity », est parfois employé pour désigner un produit de base ou un produit de consommation courante, un produit standardisé, essentiel et courant, aux qualités parfaitement définies et connues des acheteurs.
« Une vente et/ou un achat est l'échange d'une marchandise (commodity) contre un crédit ».

### Un statut ambigu
Elle peut prendre des formes très variées, lesquelles sont liées aux ressources d'un milieu et aux cultures spécifiques des peuples : par exemple, le coquillage cauris, un bloc de sel, un lingot métallique ou du métal forgé, un bloc de pierre, une ceinture de plumes, une pièce de tissus, une perle de verre, mais aussi animale (exploité vivant ou post-mortem) et humaine (esclave, guerriers, femmes, enfants, dépouilles). 
À la fois marchandise et monnaie, son statut ambigu ou fluctuant pose de nombreuses questions : que devient-elle quand elle n'est pas un objet mais un être vivant ? La vache ou le bœuf par exemple, quand ce n'est pas l'humain, comme ce fut le cas durant des millénaires ? Au XVIIe siècle, l'édiction du Code noir ravale l'esclave extrait de ses terres d'origine africaine au rang de meuble, servant à un trafic s'inscrivant dans le cadre du commerce triangulaire, dans lequel le cauris joue un rôle. Ici, le coquillage sert bien de monnaie, à l'origine de la chaîne marchande, mais cet objet a été récolté sur une plage des Maldives, puis à mesure qu'il s'éloignait de son lieu d'origine, devenait moyen d'échange pour acheter des esclaves, qui vont, eux, produire de la valeur-travail, mais qui sont comptabilisés, dans les soutes de bateaux de négriers, comme des biens marchands. 
Autre exemple : la rencontre de deux mondes, lorsque les premiers explorateurs entrent en contact avec une civilisation, ce sont là deux systèmes de valeur qui s'opposent sans pourtant s'exclure. Il fut ainsi possible d'échanger de la verroterie fabriquée en série dans des manufactures contre de l'or. 
Sa valeur est donc susceptible de fluctuer en fonction non pas des variations de prix de cette marchandise mais des espaces géographiques au sein desquels elle est reconnue comme telle. Ni répliques de marchandises ni analogues aux biens précieux, ces moyens de paiement franchissent les frontières entre les sphères d’échange en remplissant leur fonction selon une place changeante suivant les contextes. 
La monnaie de commodité peut avoir une valeur ostentatoire comme la monnaie de pierre yapaise. Les monnaies de commodité naissent souvent dans des situations où d’autres formes d’argent ne sont pas disponibles ou ne suscitent pas la confiance. Elles peuvent aussi être instituée aux termes d'une convention entre différents corps intermédiaires.

## Monnaie-équivalent et monnaie-substitut
Les mêmes monnaies peuvent venir tantôt en équivalents à des biens matériels, tantôt en substituts à des humains. On peut même affirmer que leur spécificité est plutôt qu’elles soient, ou puissent être, équivalents (dans l’échange matériel) et substituts (dans l’échange social),. De grandes civilisations marchandes passées comme l'Égypte antique ou l'empire khmer continuent d'interroger les chercheurs quant à leurs rapports à la monnaie-équivalent et à la monnaie-substitut. 
Du fait qu'ils sont recherchés par beaucoup de peuples (mais pas de façon universelle), la valeur des métaux est intrinsèque, avec les qualités d'être incorruptible (donc durable), homogène, malléable (donc facilement divisible et pouvant porter une empreinte) et relativement rare. 
Les premiers bouts ou pièces en métal précieux contremarquées apparaissent en Lydie au VIIe siècle av. J.-C. : ce concept va être relativement vite adopté par d'autres peuples, par imitation, au fil des échanges, des invasions, etc., mais pas par certains peuples et civilisations comme par exemple aux Amériques, qui, avant l'arrivée des premiers occidentaux, utilisaient différentes sortes de monnaies de commodité (cacao, fourrure, tabac, tissu, etc.). Mais là encore, l'or et l'argent ne sont pas les seuls métaux à devenir monnaie. Le cuivre, le fer, l'étain ont été des métaux aussi regardés comme ayant une grande valeur marchande dans le cadre des échanges.
Les premiers papiers monétaires imprimés valant contrepartie en métaux ou en biens naissent en Chine impériale au XIe siècle, mais la lettre de change manuscrite est sans doute plus ancienne. Ces outils fiduciaires ont été inventés pour éviter d'avoir à transporter des matières précieuses et/ou lourdes, volumineuses, encombrantes, et suppose l'existence d'au moins deux intermédiaires qui fassent mutuellement confiance à l'émetteur du dit papier.